# NK POŠK Veliki Prolog
Nogometni klub POŠK Veliki Prolog (NK POŠK; POŠK; POŠK Veliki Prolog) je bio nogometni klub iz Velikog Prologa, grad Vrgorac, Splitsko-dalmatinska županija.

## O klubu
Klub je osnovan 1979. godine, a djelovao je do 1989. godine. Ligaške domaće utakmice su igrali u Pločama i Ljubuškom. Posljednje dvije sezone su igrali na svom igralištu na predjelu Rastok. 
Uglavnom se natjecao u Općinskoj ligi Ploče-Metković-Vrgorac.

## Poveznice
- Veliki Prolog

## Vanjske poveznice
- aukcije.hr, NOGOMETNI KLUB POŠK VELIKI PROLOG, značka kluba[neaktivna poveznica], pristupljeno 16. lipnja 2018.